# Dražská Koupě
Dražská Koupě este o arie protejată (arie specială de conservare — SAC, sit de importanță comunitară — SCI) din Republica Cehă întinsă pe o suprafață de 8,38 ha, integral pe uscat.

## Localizare
Centrul sitului Dražská Koupě este situat la coordonatele 49°30′57″N 13°54′47″E / 49.515833°N 13.913056°E.

## Înființare
Situl Dražská Koupě a fost declarat sit de importanță comunitară în aprilie 2005 pentru a proteja 1 specie de animale. Situl a fost protejat și ca arie specială de conservare în martie 2014.

## Biodiversitate
Situată în ecoregiunea continentală, aria protejată nu include niciun habitat protejat.
La baza desemnării sitului se află o specie protejată de  amfibieni: buhai de baltă cu burta roșie (Bombina bombina).